# Johann Christoph Pezel
Johann Christoph Pezel, też Pecelius, Petzel, Petzoldt, Bezel(d), Bezelius (ur. 5 grudnia 1639 w Kłodzku, zm. 13 października 1694 w Budziszynie)  – niemiecki kompozytor, skrzypek i trębacz.

## Życiorys
Urodził się w 1639 roku w Kłodzku. Kilkanaście lat później przeniósł się do Lipska, gdzie od 1664 roku pracował jako skrzypek. Pięć lat później został członkiem miejskiej orkiestry dętej. Od 1672 roku zajmował się prowadzeniem miejscowego Collegium Musicum. W 1675 i 1679 roku bezskutecznie ubiegał się o posadę muzyka orkiestry miejskiej w Dreźnie. Spowodowało to, że ostatecznie osiadł w Budziszynie, gdzie objął posadę muzyka w orkiestrze miejskiej. Zmarł tam w 1694 roku . 
Jego utwory nawiązują do starych tradycji niemieckich. Widoczne są w nich także wpływy francuskie i włoskie.

## Wybrane utwory
- Musika Vespertina Lipsica 1669
- Hora decima musicorum Lipsiensium 1670
- Schöne, lustige und anmuthige neue Arien 1672
- Bicinia variorum instrumentorum 1675
- Delitiae musicales 1678
- Fünfstimmige blasende Music 1685
- Opus musicum sonatarum praestantissimarum 6 instrumentis instructum